# روابط ایران و سوریه در جنگ ایران و عراق
روابط ایران و سوریه در جنگ ایران و عراق به پشتیبانی‌های لجستیکی سوریه از ایران در خلال جنگ ایران و عراق اشاره دارد. در این زمان سوریه قصد داشت ضمن پشتیبانی از ایران، نظر بدبینانه کشورهای عرب منطقه خاورمیانه را از ایران ملایم‌تر سازد و خصومت‌ها را نیز کمتر کند. همچنین رقابت حزب بعث سوریه با حزب بعث عراق نیز دلیل دیگر به شمار می‌رود. رئیس جمهور وقت سوریه حافظ اسد در سال ۱۹۸۲ و در طی جنگ ایران و عراق به پشتیبانی از ایران پرداخت. به این صورت که یک خط لوله اصلی نفت عراق به مدیترانه با ظرفیت انتقال روزانه ۵۰۰ هزار بشکه نقت را مسدود کرد تا باعث کاهش درآمد دولت صدام حسین شود.
در پی این اقدام سوریه، عراق نیز در اقدامی تلافی‌جویانه کمکهای مالی و نظامی خود را به مخالفان حضور نظامیان سوری در لبنان بیشتر کرد.
همچنین سوریه در سال ۱۹۸۶ اقدام به فروش و تحویل چندین موشک اسکاد-بی کرده که این موشک‌ها توسط سپاه پاسداران در سالهای ۱۹۸۶ الی ۱۹۸۸ استفاده شدند.
در زمان جنگ ایران و عراق سوریه به دلیل اختلاف نظرهای شدیدی که با حکومت صدام حسین داشت همواره از ایران پشتیبانی و حمایت می‌کرد و ایران نیز در عوض امتیازهای تجاری و اقتصادی قابل توجهی به سوریه اعطا می‌کرد که از آن جمله می‌توان به صادرات یک میلیارد دلار نفت خام رایگان به سوریه (در مقابل مسدود کردن مسیر صادرات نفت عراق از خاک سوریه) اشاره کرد. سوریه نیز در عوض اجازه استقرار نیروی سپاه پاسداران در خاک خود و نزدیکی مرز لبنان را صادر کرد تا از این طریق حزب‌الله لبنان مستقیماً از جانب ایران اشاره شود.
سوریه، حمایت از جمهوری اسلامی ایران را باعث تقویت بنیه روحی و نظامی خود در برابر اسرائیل و مسائل داخلی لبنان و مبارزه علیه حضور بیگانه در این کشور می‌دانست. مهمترین کمک سوریه در جنگ، حمایت‌های سیاسی آن‌ها از ایران بود، چرا که موضع‌گیریهای سوریه در کنفرانس کشورهای عربی مانع از شکل‌گیری جبهه متحد کشورهای عرب علیه جمهوری اسلامی ایران شد. این در حالی بود که صدام تلاش داشت تا جنگ با ایران را جنگ عرب – عجم جلوه دهد. سوریه هیئتی از افسران سوری را به کشورهای بلوک شرق فرستاد تا تسلیحاتی را از این کشورها خریداری کند. این تسلیحات مستقیماً در اختیار ایران قرار گرفت تا تحریم‌های تسلیحاتی ایران دور زده شود. این کشور بخشی از فرودگاه بین‌المللی دمشق را به جمهوری اسلامی ایران اختصاص داد. دمشق حتی به حسن تهرانی مقدم و تیم ۵۰ نفره سپاه پاسداران انقلاب اسلامی آموزش موشک داد. این آموزش‌ها اولین جرقه‌های دانش موشک بومی در ایران بود. از آنجایی که تیم ایرانی به دستور مستقیم حافظ اسد رئیس جمهور وقت سوریه در مهمترین پادگان موشکی این کشور استقرار یافته بود، تیم ایرانی از هر فرصتی برای آموزش بهره می‌برد به نحوی که اعضا بدون اینکه کسی مانع آن‌ها شود، به زاغه‌های مهمات، انبارهای موشکی و . .. سرکشی می‌کردند تا از نحوه نگهداری موشک‌ها هم آگاه شوند.
دمشق برای حمایت کامل از ایران، اطلاعات پایگاه‌های نظامیِ نیروهای عراقی و همچنین سلاح‌های روسی که عراق از آن‌ها استفاده می‌کرد را به تهران داد و همین اطلاعات نقش بسیار مهمی در پیروزی‌های ایران در مقابل تهاجم صدام داشت.

## مهم‌ترین فروش‌ها
مهم‌ترین فروش‌های تسلیحاتی سوریه به ایران در طول جنگ شامل این موارد می‌شد:
| نوع تسلیحات     | مدل            | خاستگاه | تعداد | سال‌های تأمین |
| --------------- | -------------- | ------- | ----- | ------------ |
| موشک ضدتانک     | ۹کی۱۱ مالیوتکا | شوروی   | ۲۰۰۰  | ۸۳–۱۹۸۲      |
| خودرو پیاده‌نظام | بی‌ام‌پی-۱       | شوروی   | ۲۰۰   | ۸۳–۱۹۸۲      |
| تانک            | تی-۵۵          | شوروی   | ۱۲۰   | ۱۹۸۲         |
| تانک            | تی-۶۲          | شوروی   | ۱۰۰   | ۱۹۸۲         |